# Dazibao
Dazibao (chiń. upr. 大字报; chiń. trad. 大字報; pinyin dàzìbào; tłumaczone często jako gazetka wielkich hieroglifów lub gazetka wielkich znaków) – to w Chinach ręcznie kaligrafowana gazetka wywieszana na ogół na murze lub ścianie w miejscu publicznym, zawierająca protest, tekst propagandowy lub innego rodzaju informacje, często spoza oficjalnego obiegu. 

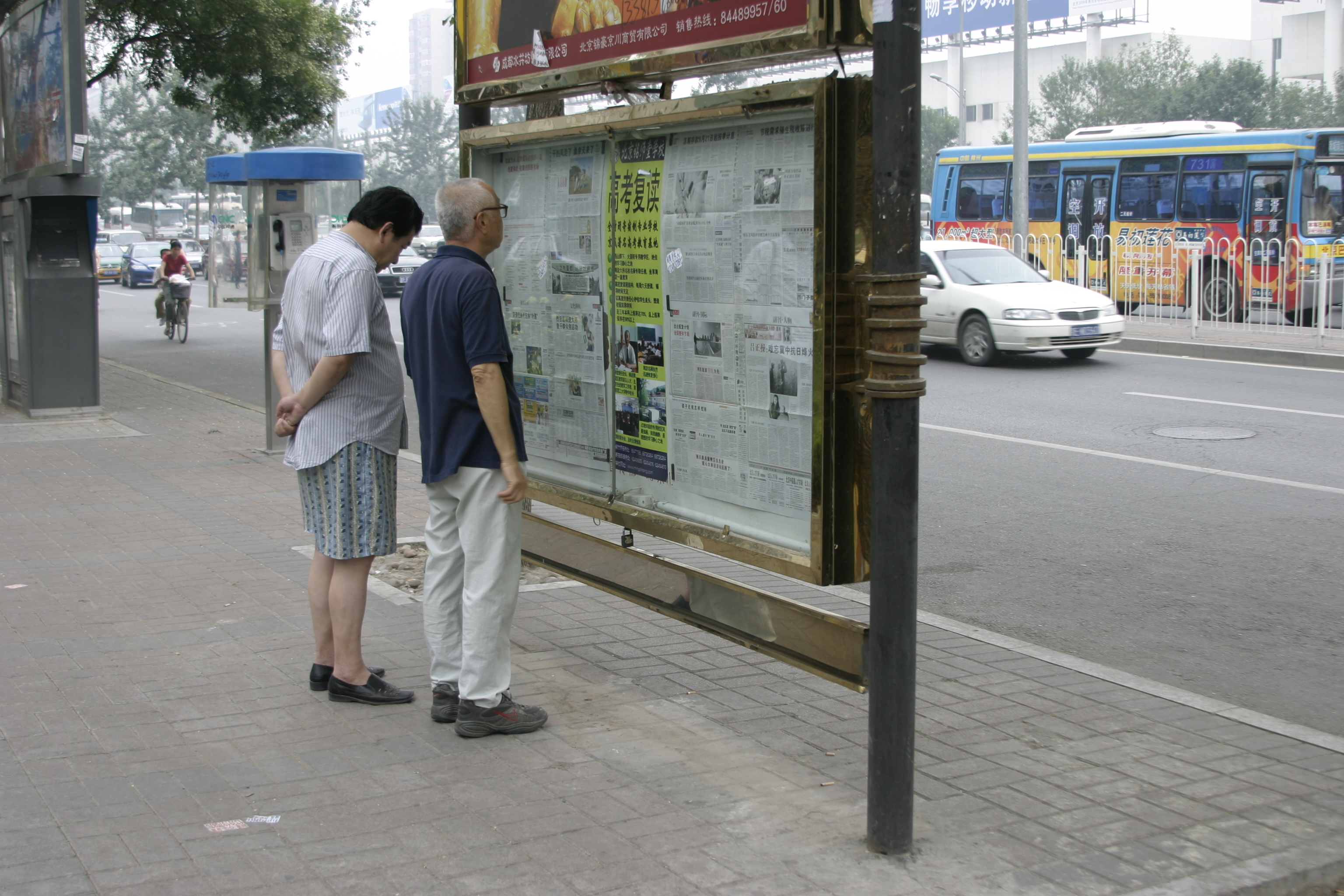
Jedna z pekińskich gazet codziennych wywieszona w gablocie w pobliżu wiaduktu Sanyuanqiao

Tego rodzaju gazetki pojawiały się już w czasach Cesarstwa Chińskiego, ale nabrały znaczenia po rewolucji demokratycznej w 1911 roku, kiedy rozpoczęto walkę z analfabetyzmem. Jako dazibao wywieszano często także gazety o ograniczonym nakładzie, fragmenty artykułów, pamflety polityczne itp.
Dazibao szeroko pojawiały się w ChRL. Gazetka wywieszona przez Nie Yuanzi (聂元梓) i innych studentów 25 maja 1966 r. na Uniwersytecie Pekińskim utrzymywała, że uczelnię opanowali burżuazyjni antyrewolucjoniści.
Kiedy Mao Zedong nakazał opublikować jej tekst w Dzienniku Ludowym, stał się on przesłanką do wybuchu rewolucji kulturalnej, w trakcie której dazibao odegrały wielką rolę, służąc jako podstawowy nośnik rewolucyjnej propagandy. U schyłku rewolucji w 1975 r. prawo do wywieszania dazibao wpisano do chińskiej konstytucji.
W grudniu 1978 roku dazibao w rejonie Xidan w Pekinie zapoczątkowały ruch prodemokratyczny. Mur, na którym je wywieszano, nazwano Murem Demokracji. Deng Xiaoping, który z poparciem frakcji proreformatorskiej zdobył wówczas władzę, początkowo popierał autorów dazibao. Kiedy zaczęli oni krytykować komunizm jako taki i domagać się demokracji, wiosną 1979 roku nakazał likwidację Muru Demokracji. Jednym ze słynniejszych wystąpień, które się na nim pojawiły, był apel o tzw. Piątą modernizację (czyli demokratyzację) ogłoszony w dazibao przez Wei Jingshenga. Prawo do nieograniczonego wywieszania dazibao zniesiono w 1980 roku.
Tradycja używania gablot i tablic jako masowego medium jest w Chinach nadal bardzo popularna. W wielu miastach można dzięki niej przeczytać za darmo codzienne gazety. Tablice osiedlowe wykorzystuje również chińska propaganda do prowadzenia działań edukacyjnych (tj. dbałość o środowisko) i agitacyjnych (np. zwalczanie sekty Falun Gong).